# Slaget vid Ongal
Slaget vid Ongal ägde rum vid Ongal i Donaudeltat nära ön Peuce, sommaren året 680.
Slaget stod mellan den bulgariska invasionsarmén, som hade invaderat Balkanhalvön, och det bysantinska riket, som förlorade slaget. Slaget var avgörande för grundandet av Bulgarien och ledde till att det bysantinska Bulgarien krossades och det första bulgariska riket bildades. 